# Лосево (Краснодарский край)
Лосево — хутор в Кавказском районе Краснодарского края.
Административный центр Лосевского сельского поселения.

## География
Хутор расположен на берегу степной реки Челбас, в 14 км к северу от Кропоткина.
Площадь территории Лосевского сельского поселения составляет 18917 га.

### Улицы
| - пер. Новый, - пер. Узкий, - ул. Аэродромная, - ул. Ближняя, - ул. Гаражная, - ул. Запасная, - ул. Заречная, - ул. Ипподромная, - ул. Камышовая, | - ул. Колхозная, - ул. Комсомольская, - ул. Кривая, - ул. Ленина, - ул. Мира, - ул. Набережная, - ул. Первомайская, - ул. Полевая, - ул. Пушкина, | - ул. Революционная, - ул. Речная, - ул. Северная, - ул. Советская, - ул. Тутовая, - ул. Урожайная, - ул. Челбасская, - ул. Широкая, - ул. Школьная. |

### Климат
В хуторе Лосево преобладает влажный континентальный климат с жарким летом.

## История
Хутор Лосево был основан в 1795 году донским казаком Дионисеем Лосевым. В 1879 образован посёлок Лосевский из хуторов Лосева и Рогачёва, поселённых в конце XVIII-начале XIX в.

## Население
| 2002 | 2010  |
| ---- | ----- |
| 1985 | ↘1908 |